# Ө
Ө (minuskule ө) je písmeno cyrilice. Vyskytuje se v mongolských (např. kalmyčtina, mongolština, burjatština) a turkických jazycích (např. jakutština, baškirština, kazaština, kyrgyzština, tatarština), v ketštině, v cyrilické verzi abecedy votštiny a od roku 2003 v komi-jazvanštině. Kdysi se tento znak vyskytoval i v turkmenštině a ázerbájdžánštině, kde se používala cyrilice až do roku 1991.
Ө je obvykle vyslovováno jako /œ/, v kazaštině také /wʉ/. Je podobné fitě (Ѳ) z cyrilice a thétě (Θ) z alfabety.